# فوكه-وولف فولكس ياغر
فوكه-وولف فولكس ياغر، التي تعني «مقاتلة الشعب» باللغة الألمانية، مشروع مقاتلة طوارئ ألمانية لسلاح الجو النازيلوفتفافه. تم تصميمه من قبل صناعات فوك وولف في نهاية الحرب العالمية الثانية كجزء من الجهد الدفاعي ضد غارات الحلفاء المدمرة. 

## التاريخ
في منتصف عام 1944، أطلقت وزارة الطيران النازية برنامج Volksjäger وفي الأشهر التي تلت قدمت شركة وولف فوك مشروعين متتاليين. كانت النماذج المقدمة هي محرك توربيني وتصميم طائرة يعمل بالطاقة الصاروخية، يقابل المشروع رقم واحد والمشروع الثاني. لم يتم منح أي منهما نظام تسمية الطائرات الألمانية. 

## قائمة المراجع
- Walter Schick , Geheimprojekte der Luftwaffe- Jagdflugzeuge 1939–1945, Motorbuch Verlag; 1st edition (1994) (ردمك 978-3613016316)

## روابط خارجية
- صور نماذج Unicraft - Focke-Wulf Volksjäger
- صفحة شركة Luft '46 Focke-Wulf
- نموذج Focke-Wulf "Volksjäger"
- صور دانيال Uhr لوفت '46